# Ель-Серріто (Каліфорнія)
Ель-Серріто (англ. El Cerrito) — місто (англ. city) в США, в окрузі Контра-Коста штату Каліфорнія. Населення — 25 962 особи (2020).

## Географія
Ель-Серріто розташований за координатами 37°55′11″ пн. ш. 122°18′9″ зх. д. / 37.91972° пн. ш. 122.30250° зх. д. (37.919638, -122.302391).  За даними Бюро перепису населення США в 2010 році місто мало площу 9,55 км², уся площа — суходіл.

## Демографія
Згідно з переписом 2010 року, у місті мешкало 23 549 осіб у 10 142 домогосподарствах у складі 6166 родин. Густота населення становила 2466 осіб/км².  Було 10716 помешкань (1122/км²).
Расовий склад населення:
| - 53,3 % — білих - 27,3 % — азіатів - 7,7 % — чорних або афроамериканців - 0,5 % — корінних американців - 0,2 % — вихідців з тихоокеанських островів - 4,6 % — осіб інших рас |

До двох чи більше рас належало 6,5 %. Частка іспаномовних становила 11,1 % від усіх жителів.
За віковим діапазоном населення розподілялося таким чином: 17,4 % — особи молодші 18 років, 64,7 % — особи у віці 18—64 років, 17,9 % — особи у віці 65 років та старші. Медіана віку мешканця становила 43,5 року. На 100 осіб жіночої статі у місті припадало 92,3 чоловіків;  на 100 жінок у віці від 18 років та старших — 89,1 чоловіків також старших 18 років.
Середній дохід на одне домашнє господарство  становив 109 255 доларів США (медіана — 88 737), а середній дохід на одну сім'ю — 125 722 долари (медіана — 105 345). Медіана доходів становила 72 115 доларів для чоловіків та 63 276 доларів для жінок. За межею бідності перебувало 9,0 % осіб, у тому числі 6,8 % дітей у віці до 18 років та 7,8 % осіб у віці 65 років та старших.
Цивільне працевлаштоване населення становило 12 432 особи. Основні галузі зайнятості: освіта, охорона здоров'я та соціальна допомога — 29,3 %, науковці, спеціалісти, менеджери — 20,4 %, мистецтво, розваги та відпочинок — 9,6 %, роздрібна торгівля — 6,2 %.